# 金野駅 (咸鏡南道)
金野駅（クミャえき）は朝鮮民主主義人民共和国咸鏡南道金野郡に位置する朝鮮民主主義人民共和国鉄道省平羅線および金野線の駅である。

## 歴史
- 1916年9月21日：永興駅として開業[1]。
- 日時不明：金野駅に改称。

## 隣の駅
平羅線
玄興駅 - 金野駅 - 仁興駅
金野線
金野駅 - 豊南駅